# Моби Дик
Моби Дик; или Кит (енгл. Moby-Dick; or, The Whale) је роман америчког писца Хермана Мелвила, објављен 1851. године. Књига је усредсређена на нарацију морнара Исмаила о маничној потрази капетана Ахаба, заповедника китоловаца Пиквод, који жели да се освети Моби Дику, огромној белој уљешури која му је, током претходног путовања бродом, одгризла ногу испод колена. Као дело књижевности америчке ренесансе, Моби Дик је у време објављивања наишао на мешовите критике, доживео комерцијални неуспех и био ван штампе у тренутку ауторове смрти 1891. године. Његова репутација као „великог америчког романа” успостављена је тек у 20. веку, након стогодишњице Мелвиловог рођења 1919. године. Вилијам Фокнер је изјавио да би волео да је сам написао ову књигу, а Д. Х. Лоренс ју је назвао „једном од најчуднијих и најдивнијих књига на свету” и „најбољом књигом о мору икад написаном”. Уводна реченица романа, „Зовите ме Исмаил”, једна је од најпознатијих у светској књижевности.
Мелвил је почео да пише Моби Дика у фебруару 1850. и завршио га 18 месеци касније, годину дана након што је првобитно планирао. Ослањао се на своје искуство обичног морнара из периода 1841–1844, укључујући рад на китоловцима, као и на обимно читање китоловачке литературе. Бели кит је заснован на чувеном, тешко ухватљивом албино киту Моча Дику, а крај књиге заснован је на потонућу китоловца Есекс 1820. године. Детаљни и реалистични описи пловидбе, китолова и вађења китовог уља, као и живота на броду међу културно разноликом посадом, прожети су истраживањем питања друштвеног статуса, добра и зла и постојања Бога.
Књижевни утицаји на роман укључују Вилијама Шекспира, Томаса Карлајла, сер Томаса Брауна и Библију. Поред наративне прозе, Мелвил користи различите стилове и књижевне технике, укључујући песме, каталоге, шекспировске сценске инструкције, монологе и дигресије. У августу 1850. године, када је рукопис можда био на пола пута, Мелвил је упознао Натанијела Хоторна и био дубоко импресиониран његовом збирком Маховина из старе свештеничке куће, коју је упоредио са Шекспиром због њених космичких аспирација. Овај сусрет га је можда инспирисао да ревидира и продуби Моби Дика, кога је посветио Хоторну „у знак дивљења његовом генију”.
Књига је први пут објављена (у три тома) под насловом Кит у Лондону у октобру 1851, а затим у дефинитивном издању као Моби Дик; или Кит, у једном тому у Њујорку у новембру исте године. Лондонски издавач Ричард Бентли цензурисао је или изменио осетљиве делове текста; Мелвил је такође извршио неке промене, укључујући и одлуку у последњем тренутку да промени наслов за њујоршко издање. Британски критичари су углавном били наклоњени роману, премда су неки приметили да изгледа као да причу приповеда наратор који је страдао са бродом, пошто је у британском издању недостајао епилог који објашњава Исмаилово преживљавање. Амерички критичари били су знатно оштрији према књизи.

## Радња
Исмаил путује са острва Менхетн до Њу Бедфорда у Масачусетсу, планирајући да се пријави за путовање на китоловцу као почетник. Гостионица у којој одседа је препуна, па мора да дели кревет са истетовираним Полинежанином канибалом по имену Квиквег, харпунером чији је отац био краљ острва Роковоко. Следећег јутра, Исмаил и Квиквег у капели присуствују проповеди о Јони коју држи отац Јавор, а затим крећу ка острву Нантакет. Исмаил се пријављује код квекерских бродовласника Билдада и Пелега за путовање на њиховом китоловцу Пиквод. Пелег описује капетана Ахаба: „Сјајан је, безбожан човек што на бога личи”, али који ипак „има човечности у себи”. Следећег јутра запошљавају и Квиквега, а човек по имену Илија прориче злу судбину Исмаилу и Квиквегу ако се придруже Ахабу. Док се терет утовара, тајанствени људи се укрцавају на брод, а на хладан божићни дан, Пиквод испловљава из луке.
Исмаил започиње путовање опширном расправом о цетологији, сопственом систему зоолошке класификације и природном историјом китова. Он затим представља сваког члана посаде: први официр је тридесетогодишњи Старбак, квекер из Нантакета и реалиста; његов харпунер је Квиквег; други официр Стаб је ведар човек са Рта бакалара; његов поносни харпунер Таштего је чистокрвни Индијанац из Геј Хеда; трећи официр Фласк је са острва Мартас Винјард; његов харпунер је Дагу, високи Африканац.
Када се Ахаб коначно појави на палуби, најављује да жели да се освети белом киту који му је одгризао ногу испод колена, оставивши га са протезом направљеном од китове доње вилице. Ахаб обећава првом човеку који уочи Моби Дика златник, који закуцава на јарбол. Старбак се противи, тврдећи да није дошао због освете, већ због зараде, али Ахабова опсесија мистериозно утиче на Исмаила: „Ахабова неугасива крвна освета изгледала је као моја лична.”
Путујући од Нантакета до Азорских острва, Ахаб скреће југозападно дуж јужноамеричке обале. Уместо да заобиђе Рт Хорн, он креће североисточно ка екваторијалном Пацифику, да би заобишао Рт добре наде у јужној Африци и ушао у Индијски океан.
Док је брод на путу ка Африци, Таштего уочава уљешуру на хоризонту. Пет тајанствених фигура са почетка путовања појављују се на палуби и откривају се као специјална посада коју је Ахаб тајно одабрао. Њихов вођа је Парс по имену Федала, који служи као Ахабов лични харпунер. Они јуре за китом, али без успеха.
Југоисточно од Рта добре наде, Пиквод има први од девет сусрета на мору, или „гемова”, са другим бродовима. Ахаб позива капетана брода Гони (Албатрос) да га пита да ли су видели белог кита, али капетан губи дозивало у мору пре него што успе да одговори. Исмаил објашњава да, због Ахабове опседнутости Моби Диком, он наставља даље без уобичајеног „гема”, који Исмаил дефинише као „дружевни састанак двеју (или више) китарица”, када капетани остају на једном броду, а поткапетани на другом. У другом гем сусрету, код Рта добре наде, с бродом Таун-хо, откривена је прича о „суду божијем”: непослушни морнар који је ударио суровог официра био је кажњен бичевањем, а када је тај официр касније предводио лов на Моби Дика, пао је с чамца и убио га је кит.
Исмаил скреће причу на слике китова, планктоне, хоботнице и китовски конопац. Следећег дана, у Индијском океану, Стаб убија једну уљешуру, а те ноћи Руно, црни кувар на Пикводу, припрема му редак бифтек од кита. На Стабов захтев, Руно држи „проповед” ајкулама које се међусобно боре за китову утробу привезану за брод, говорећи им да је у њиховој природи да буду прождрљиве, али да морају да савладају свој нагон. Кит је припремљен, одрубљена му је глава, а бурад са китовим уљем су испробана. Стојећи поред китове главе, Ахаб га моли да проговори о дубинама мора.
Пиквод потом наилази на брод Џеробоам, који је изгубио првог официра у нападу Моби Дика и сада је погођен заразном болешћу. Леш кита још увек плута у води. Квиквег се пење на њега, привезан за Исмаила „мајмунским конопцем” као да су сијамски близанци. Касније, Стаб и Фласк убијају правог кита, чија глава је везана за јарбол насупрот глави уљешуре. Исмаил их упоређује филозофски: прави кит представља Лока и стоицизам, док уљешура оличава Канта и платонизам. Таштего засеца главу уљешуре и вади канте спермацета, али упада у њу, а глава затим отпада с јарбола и пада у море. Квиквег се баца у воду и спасава га мачем.
Пиквод затим има гем са немачким бродом Девица. Оба брода примећују китове истовремено, али Пиквод побеђује у трци. Три харпунера бацају своје харпуне, а Фласк задаје смртоносни ударац копљем. Труп кита тоне, а Квиквег једва успева да се спасе. Следећи гем је са француским китоловцем Ружиним пупољком, чија посада не зна да унутар трулог кита у њиховом поседу има сиве амбре. Стаб их наговара да га се отарасе, али му Ахаб наређује да оде. Неколико дана касније, Пип, млади афроамерички кабински момак, у паници скаче из чамца за лов на китове, а посада мора да пусти кита како би спасили Пипа који се запетљао у уже. Неколико дана касније он поново у паници скаче; остаје сам у води и до тренутка када га пронађу, он је изгубио разум.
Посада проводи време обрађујући делове уловљених китова — топе спермацет, кувају китову маст, цеде топло китово уље у бурад, складиште их у товарни простор и рибају палубу.
Исмаил анализира симболику златника закуцаног на јарболу, који приказује три врха Анда: један с пламеном, други с кулом, трећи с петлом који кукуриче. Ахаб их види као симболе своје вулканске енергије, чврстине и победе; Старбак их тумачи као Свето Тројство; Стаб као зодијачку капију; Фласк их уопште не доживљава симболично. Стари морнар са Острва Мен нешто мрмља испред јарбола, а Пип одбија да погледа у златник.
Пиквод потом сусреће британски брод Самјуел Ендерби, чији је капетан Бумер изгубио десну руку због кита, али му не замера. Бродски хирург, доктор Бангер, описује кита не као злонамерног, већ као несмотреног. Ахаб завршава разговор ужурбано се враћајући на свој брод.
Исмаил затим размишља о еволуцији китова, говорећи о долини на Арсацидима, пуној изрезбарених китових костију и фосилизованих скелета, где је приметно како се њихова величина смањивала кроз време, постављајући питање да ли ће китови изумрети.
Након растанка са Самјуелом Ендербијем, Ахаб оштећује своју ногу од слоноваче и наређује дрводељи да му направи нову. У међувремену, Квиквег добија јаку грозницу због дугог рада испод палубе брода. Дрводеља му прави ковчег, припремајући се за сахрану на мору. Квиквег леже у њега „да би га испробао”, док Пип рида и удара у свој тамбурин, називајући себе кукавицом, али хвалећи свог друга. Неочекивано, Квиквег се опоравља и одлучује да ковчег користи као додатни морнарски сандук.
Пиквод плови североисточно ка Формози и улази у Тихи океан. Ахаб једном ноздрвом осећа мошус са острва Баши, а другом со воде у којој плива Моби Дик. Ахаб одлази код Перта, ковача, са кесом клинаца са челичних потковица тркачких коња, како би их исковао у дршку посебног харпуна, као и са својим бријачима, које Перт треба да истопи и претвори у врх харпуна. Ахаб кали врх у крви Квиквега, Таштега и Дагуа.
Пиквод затим наилази на Нежењу, брод са Нантакета који се враћа кући препун спермацетног уља. С времена на време, Пиквод успешно лови китове. Једне ноћи у китоловачком чамцу, Федала прориче да Ахаб не може имати ни мртвачка кола, ни мртвачки сандук, да пре него што умре, Ахаб мора опазити на мору двоја мртвачка кола – прва неначињена од смртничке руке, а друга морају бити од дрвета израслог у Америци – да ће Федала умрети пре свог капетана, и да само омча може убити Ахаба.
Како Пиквод прилази екватору, Ахаб прекорева свој квадрант јер му показује само где је, а не где ће бити, и разбија га о палубу. Те вечери, тајфун напада брод, а муња погађа јарбол, обасјавајући златник и Ахабов харпун. Ахаб држи говор о ватри, видећи муње као предзнак Моби Дика. Старбак види муњу као упозорење и осећа искушење да упуца уснулог Ахаба из своје мускете. Следећег јутра, пошто открије да је муња пореметила компас, Ахаб прави нови од копља без дршке, тешког чекића и игле за шивење једара. Наређује да се скине конопац за мерење брзине брода, али он пуца, остављајући брод без начина да одреди своју тачну локацију.
Пиквод сада плови ка југоистоку, у потери за Моби Диком. Један човек пада са јарбола у море; за њим је бачена плутача, али обоје тону. Квиквег предлаже да се његов ковчег искористи као нова плутача, а Старбак наређује да се запечати и учини водонепропусним. Следећег јутра, брод има још један скраћени гем са Рахелом, којом командује капетан Гардинер са Нантакета. Рахела тражи преживеле из једног од својих чамаца за лов на китове, који је кренуо за Моби Диком. Међу несталима је и Гардинеров млади син, али Ахаб одбија да учествује у потрази.
Ахаб сада проводи двадесет четири сата дневно на палуби, док га Федала непрестано прати. Једног дана, морски јастреб отима Ахабов шешир и одлеће с њим. Потом, Пиквод, у деветом и последњем гему, наилази на Веселост, тешко оштећен брод, чију је петорицу чланова посаде убио Моби Дик. Његов капетан виче да харпун који може убити белог кита још није искован, на шта Ахаб маше својим посебним копљем и поново наређује да се настави потера. Ахаб разговара са Старбаком о својој жени и детету, називајући себе будалом што је четрдесет година провео у китолову, и каже да у Старбаку види своје дете. Старбак покушава да убеди Ахаба да се врате у Нантакет својим породицама, али Ахаб одбија.
Првог дана потере, Ахаб осећа мирис кита, пење се на јарбол и уочава Моби Дика. Присваја златник за себе и наређује свим чамцима да буду спуштени, осим Старбаковог. Кит прегризе Ахабов чамац на пола, избацује капетана у море и разбацује његову посаду. Другог дана потере, Ахаб оставља Старбака да командује Пикводом. Моби Дик разбија три чамца који га лове у парампарчад. Ахаб је спасен, али његова нога од слоноваче и Федала су изгубљени. Старбак моли Ахаба да престане, али капетан се заклиње на освету.
Трећег и последњег дана потере, Ахаб у подне уочава Моби Дика, док се ајкуле појављују између брода и кита, предосећајући крвопролиће. Ахаб спушта свој чамац последњи пут, остављајући Старбака поново на броду. Моби Дик израња и уништава два чамца. Федалин леш, и даље запетљан у ужад, везан је за китова леђа, чинећи Моби Дика „мртвачким колима неначињеним од смртничке руке”, као што је Федала раније прорекао.
Ахаб забада свој харпун у китов бок, а Моби Дик уништава Пиквод, избацујући његове људе у море. Исмаил није у стању да се врати на чамац и остаје сам у води. Ахаб тада схвата да је уништени брод друга мртвачка кола од америчког дрвета из Федалиног пророчанства.
Моби Дик се враћа на неколико јарди од Ахабовог чамца, а харпун је бачен са брода, али му се уже запетљава. Док се Ахаб сагиње да га ослободи, омча му се завија око врата, спајајући га с његовим архинепријатељем и испуњавајући Федалино пророчанство. Док смртно рањени кит отпливава, капетан бива повучен с њим у неповрат. Квиквегов ковчег израња као једини предмет који је изашао из вртлога када је Пиквод потонуо. Исмаил плута на њему дан и ноћ, док га Рахела, и даље у потрази за својим несталим морнарима, не спасе.

## Структура

### Тачка гледишта
Исмаил је приповедач који обликује своју причу користећи многе различите жанрове, укључујући проповеди, позоришне комаде, солилоквије и симболичка читања. Он се више пута осврће на писање књиге: „Али како се ја могу надати да се овде јасно изразим? Па ипак, на некакав магловит, случајни начин ја морам да се изразим, иначе би све ове главе биле једно ништа.” Књижевник Џон Брајант назива га „централном свешћу и наративним гласом” романа. Критичар Волтер Безансон први прави разлику између Исмаила као приповедача и Исмаила као лика, односно млађег Исмаила од пре неколико година. Приповедач Исмаил је, дакле, „само млади Исмаил који је остарио”. Друга разлика је између једног или оба Исмаила и самог аутора Хермана Мелвила. Безансон упозорава читаоце да „одоле сваком покушају да поистовете Мелвила и Исмаила”.

### Структура поглавља
Према Волтеру Безансону, структура поглавља може се поделити на „секвенце поглавља”, „групе поглавља” и „уравнотежена поглавља”. Најједноставније секвенце су оне наративног прогреса, затим секвенце тематског типа, као што су три поглавља о сликама китова, и секвенце структурне сличности, као што је пет драмских поглавља почевши од „Крмене палубе” или четири поглавља почевши од „Свећа”. Групе поглавља су она о значају беле боје и она о значењу ватре. Уравнотежена поглавља су поглавља супротности, као што су „Варке” наспрам „Епилога”, или сличности, као што су „Крмена палуба” и „Свеће”.
Академик Лоренс Бјул описује распоред ненаративних поглавља као организован око три обрасца. Први је девет сусрета брода Пиквод са другим бродовима који су наишли на Моби Дика. Сваки је био све теже оштећен, наговештавајући судбину Пиквода. Други су све импресивнији сусрети са китовима. У раним сусретима, чамци за лов на китове једва долазе у контакт; касније се јављају лажне узбуне и рутинске потере; коначно, масовно окупљање китова на рубовима Кинеског мора у поглављу „Велика армада”. Тајфун близу Јапана поставља сцену за Ахабов обрачун са Моби Диком.
Трећи образац је цетолошка документација, толико обимна да се може поделити на два подобразца. Ова поглавља почињу древном историјом китолова и библиографском класификацијом китова, све ближе прелазећи на приче о злу китова уопште и Моби Дика посебно, као и хронолошки уређен коментар о сликама китова. Кулминација овог дела је 57. поглавље, „О китовима у сликарству итд.”, које почиње скромно (са просјаком у Лондону) и завршава узвишено (сазвежђем Цетус). Следеће поглавље („Планктон”), као друга половина овог обрасца, започиње првим описом живих китова у књизи, након чега следи анатомија уљешура, проучавана отприлике од предњег дела ка задњем, од спољашњег ка унутрашњем, све до скелета. Два завршна поглавља излажу еволуцију кита као врсте и тврде његову вечну природу.
Око „десет или више” поглавља о убијању китова, почевши од две петине књиге, довољно су развијена да би се могла назвати „догађајима”. Како Безансон пише, „у сваком случају, убиство подстиче или секвенцу поглавља или групу поглавља цетолошке литературе која произилази из околности тог одређеног убиства”, те су тако ова убиства „структурне прилике за уређивање цетолошких есеја и проповеди”.
Бјул примећује да је „наративна архитектура” „идиосинкратична варијанта биполарне структуре приповедач/јунак”, што значи да је роман изграђен око два главна лика, Ахаба и Исмаила, који су испреплетени и супротстављени један другом, при чему је Исмаил посматрач и приповедач. Као прича о Исмаилу, примећује Роберт Мајлдер, роман представља „наратив о образовању”.
Брајант и Спрингер закључују да је књига структурисана око две свести – Ахаба и Исмаила, при чему Ахаб представља силу линеарности, а Исмаил силу дигресије. Иако обојица имају бесан осећај да су напуштени, покушавају да се носе с тим недостатком у свом бићу на различите начине: Ахаб кроз насиље, Исмаил кроз медитацију. И док заплет у Моби Дику може бити вођен Ахабовим бесом, Исмаилова жеља да ухвати „неухватљиво” заслужна је за лиризам романа. Бјул у књизи види двоструку потрагу: Ахабова је лов на Моби Дика, а Исмаилова „разумевање шта да мисли и о киту и о лову”.
Једна од најупечатљивијих карактеристика књиге је разноликост жанрова. Безансон помиње проповеди, снове, путопис, аутобиографију, елизабетанске драме и епску поезију. Он Исмаилове објашњавајуће фусноте, које служе за успостављање документарног жанра, назива „набоковским додиром”.

### Девет сусрета са другим бродовима
Значајан структурни елемент је низ од девет сусрета између Пиквода и других бродова. Ови сусрети су важни на три начина. Прво, њихов распоред у причи: прва два сусрета и последња два су блиска један другом. Централна група од пет гемова раздвојена је са око 12 поглавља. Овај образац представља структурни елемент, примећује Безансон, као да су ови сусрети „кости у месу књиге”. Друго, Ахабове реакције на ове сусрете прате „узлазну криву његове страсти” и његове мономаније. Треће, за разлику од Ахаба, Исмаил тумачи значај сваког брода индивидуално: „Сваки брод је свитак који приповедач одмотава и чита”.
Безансон не види један јединствен начин да се одреди значење свих ових бродова. Уместо тога, они се могу тумачити као „група метафизичких парабола, низ библијских аналогија, маска ситуације са којом се човек суочава, поворка хумора унутар људи, парада нација и тако даље, као и конкретни и симболички начини размишљања о Белом Киту”.
Наталија Рајт посматра ове сусрете и значај бродова из другачије перспективе. Она издваја четири брода која су већ наишла на Моби Дика. Први, Џеробоам, носи име по претходнику библијског краља Ахава. Њена „пророчка” судбина је „порука упозорења за све који следе, коју је изрекао Гаврило, а потврдила су је Самјуел Ендерби, Рахела, Веселост и на крају Пиквод”. Ниједан од осталих бродова није у потпуности уништен јер ниједан други капетан није делио Ахабову мономанију; судбина Џеробоама додатно наглашава структурну паралелу између Ахаба и његовог библијског имењака: „Ахав учини више од свих краљева Израиљевих који беху пре њега да би надражио Господа, Бога Израиљева.” (1. Царевима 16, 33).

## Теме
Рани ентузијаста обновљеног интересовања за Мелвила, британски аутор Е. М. Форстер, приметио је 1927. године: „Моби Дик је пун значења: његово значење је другачији проблем.” Ипак, он је као „суштинско” у књизи видео „њен пророчки напев”, који тече „попут подводне струје” испод површинске радње и моралности.
Лов на кита може се посматрати као метафора за епистемолошку потрагу — речима биографкиње Лори Робертсон-Лорант, „човекову потрагу за смислом у свету варљивих привида и кобних илузија”. Исмаилова таксономија китова само показује „ограничења научног знања и немогућност постизања извесности”. Она такође супротставља Исмаилов и Ахабов став према животу, при чему је Исмаилова отворена и медитативна, „вишеструка перспектива” у потпуној супротности са Ахабовом мономанијом, која се држи догматске крутости.
Мелвилов биограф Ендру Делбанко наводи расу као пример ове потраге за истином испод површинских разлика, истичући да су све расе заступљене међу члановима посаде Пиквода. Иако се Исмаил у почетку плаши Квиквега као истетовираног потенцијалног канибала, убрзо закључује да је „боље спавати са трезним људождером него са пијаним хришћанином”. Док је била реткост да се у америчкој књизи из средине 19. века појављују црни ликови ван контекста ропства, ропство се често помиње. Тема расе се највише огледа у лику Пипа, младог црног кабинског момка. Када се Пип умало удави, Ахаб, искрено дирнут његовом патњом, нежно га испитује, али Пип „само папагајски понавља речи огласа за одбеглог роба: ‘Пип! Награда за Пипа!’”.
Брајант и Спрингер предлажу да је перцепција централна тема — тешкоћа у сагледавању и разумевању, због чега је дубоку стварност тешко открити, а истину тешко ухватити. Ахаб објашњава да, као и све ствари, зли кит носи маску: „Сви видљиви предмети су, човече, само образине од картона” — и Ахаб је одлучан да „удари кроз образину! Како хапшеник може да изиђе напоље, сем ако пробије кроз зид? За мене је Бели Кит тај зид.” (Погл. 36, „Крмена палуба”). Ова тема прожима роман, можда најизразитије у поглављу „Шпански златник” (Погл. 99), где сваки члан посаде види златник на начин који одражава његову личност. Касније, у америчком издању, Ахаб „не открива ниједан знак” (Погл. 133) кита док буљи у дубину. У британском издању, Мелвил је променио реч „открити” у „сагледати”, и то с добрим разлогом, јер „откривање” значи проналажење онога што је већ ту, док је „сагледање”, или још боље, „начин обликовања онога што постоји кроз начин на који га видимо”. Суштина није у томе да Ахаб открије кита као објекат, већ да га сагледа као симбол сопствене конструкције.
Ипак, Мелвил не нуди једноставна решења. Блиско пријатељство Исмаила и Квиквегова иницира неку врсту расне хармоније, која је разбијена када плес посаде у поглављу „Поноћ, каштел” (Погл. 40) ескалира у расни сукоб. Педесет поглавља касније, Пип доживљава ментални слом након што се подсети да би, као роб, вредео мање новца од кита. Обесцењен и дехуманизован, „Пип постаје савест брода”. Његови ставови о власништву представљају још један пример моралне дилеме. У 89. поглављу, „Везана риба и мангуп риба”, Исмаил објашњава правни концепт „везане рибе и мангуп рибе”, који даје право власништва ономе ко преузме посед над напуштеним китом или бродом; он овај концепт пореди са историјским догађајима као што су колонизација Северне Америке, поделе Пољске и Америчко-мексички рат.
Роман се такође тумачи као критика тадашњег књижевног и филозофског покрета трансцендентализма, са посебним нападом на мишљење водећег трансценденталисте Ралфа Волда Емерсона. Живот и смрт капетана Ахаба читају се као критика Емерсонове филозофије самопоуздања, посебно у њеној деструктивној природи и потенцијалној оправданости егоизма. Ричард Чејс пише да је за Мелвила „смрт — духовна, емоционална, физичка — цена самопоуздања када се доведе до тачке солипсизма, где свет нема постојање изван самодовољног ја”. У том смислу, Чејс види Мелвилову уметност као супротност Емерсоновој мисли, јер Мелвил „наглашава опасности претераног самопоуздања, уместо да, као што је ... Емерсон волео да ради, указује на животне могућности сопства”. Њутон Арвин додатно предлаже да је самопоуздање, за Мелвила, заправо „[маскарада у краљевском руху] дивљег егоизма, анархичног, неодговорног и деструктивног”.

## Издања
- Melville, H (1851). The Whale. London: Richard Bentley. 3 vols. (viii, 312; iv, 303; iv, 328 pp.) Published October 18, 1851.
- Melville, H., Moby-Dick; or, The Whale. New York: Harper and Brothers, 1851. xxiii, 635 pages. Published probably on November 14, 1851.
- Melville, H., Moby-Dick; or, The Whale. Edited by Luther S. Mansfield and Howard P. Vincent. New York: Hendricks House, 1952. Includes a 25-page Introduction and over 250 pages of Explanatory Notes with an Index.
- Melville, H (1967). Moby-Dick; or, The Whale. ISBN 039309670X.. An Authoritative Text, Reviews and Letters by Melville, Analogues and Sources, Criticism. A Norton Critical Edition. Edited by Harrison Hayford and Hershel Parker. New York: W.W. Norton.
- Melville, H. Moby-Dick, or The Whale. Спољашња веза у |title= (помоћ) Northwestern-Newberry Edition of the Writings of Herman Melville 6. Evanston, Ill.: Northwestern U. Press, 1988. A critical text with appendices on the history and reception of the book. The text is in the public domain.
- Parker, Hershel, and Harrison Hayford, ур. (2002). Moby-Dick. Norton & Company. ISBN 9780393972832.. Second Edition, New York and London: W.W.
- Moby-Dick: A Longman Critical Edition. 2009. ISBN 978-0-321-22800-0.. Edited by John Bryant and Haskell Springer. New York: Longman, 2007
- Hershel Parker, ed (2008). Moby-Dick: An Authoritative Text, Contexts, Criticism. W. W. Norton and Company. ISBN 9780393285000..